# Estação Brooklin Paulista
A Estação Brooklin Paulista será uma estação de monotrilho da Linha 17–Ouro do Metrô de São Paulo, que atualmente se encontra em construção. A estação ficará no distrito do Campo Belo, em São Paulo.
A Estação Brooklin Paulista ficará localizada em uma confluência entre a Avenida Jornalista Roberto Marinho e as ruas Vicente Leporace e Cristóvão Pereira, no bairro do Campo Belo, na Zona Centro-Sul de São Paulo.
Inicialmente no planos de expansão do metrô de São Paulo, a Linha 17–Ouro deveria ficar pronta até 2014, interligando-se à Estação São Paulo-Morumbi da Linha 4–Amarela, na época em que o Estádio do Morumbi era cogitado como umas das sedes para os jogos da Copa do Mundo FIFA de 2014. Posteriormente, a promessa de entrega da linha foi postergada para 2016, 2017, dezembro de 2019, final de 2020, meados de 2021, 2022, final de 2024 e, agora somente para 2026, último prazo divulgado pelo Governo do Estado.

## Características
| Sigla | Estação           | Inauguração | Capacidade     | Integração               | Plataforma | Posição | Notas         |
| ----- | ----------------- | ----------- | -------------- | ------------------------ | ---------- | ------- | ------------- |
| BPA   | Brooklin Paulista | 2026        | Não confirmada | Bilhete Único da SPTrans | Central    | Elevada | Em construção |